# Night Fever
"Night Fever" is een nummer van de Britse groep Bee Gees. Het nummer verscheen op de soundtrack van de film Saturday Night Fever uit 1977. Op 7 februari 1978 werd het nummer uitgebracht als de zesde en laatste single van het album.

## Achtergrond
"Night Fever" is geschreven door alle leden van de Bee Gees, bestaande uit de broers Barry, Robin en Maurice Gibb. Toen Bee Gees-manager Robert Stigwood producent was van een film over de discoscene van New York, was de werktitel Saturday Night. Hij vroeg de groep om een nummer met deze titel te schrijven, maar de groep vond dit geen goed idee. Zij hadden al wel een nummer geschreven met de titel "Night Fever", waarop zij Stigwood overtuigden om dat te gebruiken en de titel van de film te veranderen in Saturday Night Fever.
De strijkersintro in "Night Fever" is geïnspireerd door het Percy Faith-nummer "Theme from A Summer Place". Toetsenist Blue Weaver legde hierover uit: "Night Fever" begon nadat Barry op een ochtend binnenliep terwijl ik iets uitprobeerde. Ik wilde altijd al een discoversie maken van "Theme from A Summer Place" van het Percy Faith Orchestra of zoiets - het was een grote hit in de jaren '60. Ik speelde dat, en Barry zei, 'Wat was dat?', en ik zei, '"Theme from A Summer Place"', en Barry zei, 'Nee, dat was het niet'. Het was nieuw. Barry hoorde het idee - ik speelde het op een synthesizer en zong de riff eroverheen."
"Night Fever" werd een grote hit en was de derde van zes opeenvolgende nummer 1-hits in de Verenigde Staten. Opvallend genoeg was de vorige nummer 1-hit in de Amerikaanse Billboard Hot 100 "(Love Is) Thicker Than Water" van Andy Gibb, de jongere broer van de Bee Gees, en was de volgende nummer 1-hit "If I Can't Have You" van Yvonne Elliman, ook afkomstig van de soundtrack van Saturday Night Fever. Deze nummers werden ook allebei geschreven en geproduceerd door de Bee Gees. Ook in andere landen, waaronder het Verenigd Koninkrijk, Canada en Ierland, bereikte de single de nummer 1-positie. In Nederland kwam het nummer tot de derde plaats in zowel de Top 40 als de Nationale Hitparade en in Vlaanderen werd het ook een nummer 3-hit in de Radio 2 Top 30. Ook is het nummer gebruikt in andere films, waaronder La luna (1979), Mr. Saturday Night (1992), I.D. (1995), Mystery Men (1999), Whatever Happened to Harold Smith? (1999) en Avenue Montaigne (2006).

## Videoclip
De bijbehorende videoclip toont de drie broers tegen een achtergrond van een voorgefilmde rit langs de drie mijl lange Motel Row aan de Collins Avenue (tegenwoordig Sunny Isles Beach, Florida). De clip, waarin Barry Gibb zonder baard te zien is, werd destijds afgekeurd, samen met de oorspronkelijke beelden van How Deep Is Your Love en Stayin' Alive; en bleef tot 2004 op de planken liggen.

## Hitnoteringen

### Nederlandse Top 40
| Hitnotering: 29-04-1978 t/m 22-07-1978 | Hitnotering: 29-04-1978 t/m 22-07-1978 | Hitnotering: 29-04-1978 t/m 22-07-1978 | Hitnotering: 29-04-1978 t/m 22-07-1978 | Hitnotering: 29-04-1978 t/m 22-07-1978 | Hitnotering: 29-04-1978 t/m 22-07-1978 | Hitnotering: 29-04-1978 t/m 22-07-1978 | Hitnotering: 29-04-1978 t/m 22-07-1978 | Hitnotering: 29-04-1978 t/m 22-07-1978 | Hitnotering: 29-04-1978 t/m 22-07-1978 | Hitnotering: 29-04-1978 t/m 22-07-1978 | Hitnotering: 29-04-1978 t/m 22-07-1978 | Hitnotering: 29-04-1978 t/m 22-07-1978 | Hitnotering: 29-04-1978 t/m 22-07-1978 | Hitnotering: 29-04-1978 t/m 22-07-1978 |
| Week                                   | 1                                      | 2                                      | 3                                      | 4                                      | 5                                      | 6                                      | 7                                      | 8                                      | 9                                      | 10                                     | 11                                     | 12                                     | 13                                     |                                        |
| -------------------------------------- | -------------------------------------- | -------------------------------------- | -------------------------------------- | -------------------------------------- | -------------------------------------- | -------------------------------------- | -------------------------------------- | -------------------------------------- | -------------------------------------- | -------------------------------------- | -------------------------------------- | -------------------------------------- | -------------------------------------- | -------------------------------------- |
| Positie                                | 13                                     | 6                                      | 3                                      | 3                                      | 3                                      | 6                                      | 8                                      | 16                                     | 25                                     | 33                                     | 37                                     | 37                                     | 38                                     | uit                                    |

### Nationale Hitparade
| Hitnotering: 06-05-1978 t/m 05-08-1978 | Hitnotering: 06-05-1978 t/m 05-08-1978 | Hitnotering: 06-05-1978 t/m 05-08-1978 | Hitnotering: 06-05-1978 t/m 05-08-1978 | Hitnotering: 06-05-1978 t/m 05-08-1978 | Hitnotering: 06-05-1978 t/m 05-08-1978 | Hitnotering: 06-05-1978 t/m 05-08-1978 | Hitnotering: 06-05-1978 t/m 05-08-1978 | Hitnotering: 06-05-1978 t/m 05-08-1978 | Hitnotering: 06-05-1978 t/m 05-08-1978 | Hitnotering: 06-05-1978 t/m 05-08-1978 | Hitnotering: 06-05-1978 t/m 05-08-1978 | Hitnotering: 06-05-1978 t/m 05-08-1978 | Hitnotering: 06-05-1978 t/m 05-08-1978 | Hitnotering: 06-05-1978 t/m 05-08-1978 | Hitnotering: 06-05-1978 t/m 05-08-1978 |
| Week                                   | 1                                      | 2                                      | 3                                      | 4                                      | 5                                      | 6                                      | 7                                      | 8                                      | 9                                      | 10                                     | 11                                     | 12                                     | 13                                     | 14                                     |                                        |
| -------------------------------------- | -------------------------------------- | -------------------------------------- | -------------------------------------- | -------------------------------------- | -------------------------------------- | -------------------------------------- | -------------------------------------- | -------------------------------------- | -------------------------------------- | -------------------------------------- | -------------------------------------- | -------------------------------------- | -------------------------------------- | -------------------------------------- | -------------------------------------- |
| Positie                                | 16                                     | 5                                      | 3                                      | 3                                      | 4                                      | 4                                      | 6                                      | 8                                      | 14                                     | 18                                     | 20                                     | 30                                     | 31                                     | 43                                     | uit                                    |

### NPO Radio 2 Top 2000
| Nummer met noteringen in de NPO Radio 2 Top 2000 | '99 | '00 | '01 | '02 | '03 | '04 | '05 | '06 | '07 | '08 | '09  | '10  | '11  | '12  | '13  | '14  | '15  | '16  | '17  | '18  | '19  | '20  | '21  | '22  | '23  | '24  |
| ------------------------------------------------ | --- | --- | --- | --- | --- | --- | --- | --- | --- | --- | ---- | ---- | ---- | ---- | ---- | ---- | ---- | ---- | ---- | ---- | ---- | ---- | ---- | ---- | ---- | ---- |
| Night Fever                                      | 461 | 353 | 241 | 539 | 740 | 618 | 880 | 861 | 799 | 718 | 1136 | 1150 | 1138 | 1011 | 1310 | 1619 | 1348 | 1108 | 1231 | 1287 | 1372 | 1398 | 1260 | 1276 | 1270 | 1341 |

1. ↑  Een vetgedrukt getal geeft de hoogste notering aan.